# Johannes Tielrooy

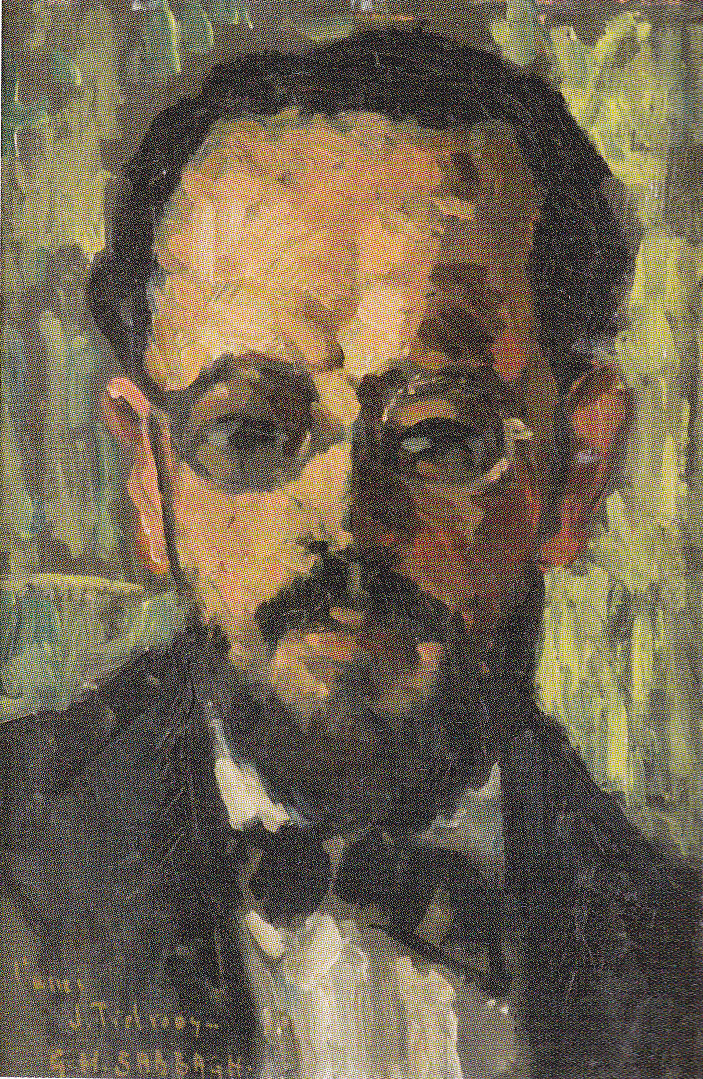
Johannes Tielrooy
(Porträt von Georges Sabbagh)

Johannes Bernardus Tielrooy (* 7. Oktober 1886 in Texel; † 17. August 1953 in Amsterdam) war ein niederländischer Romanist und Journalist.

## Leben und Werk
Johannes Tielrooy wuchs in Amsterdam auf. 1904 ging er für zwei Jahre nach Paris, arbeitete in einer Bank und hörte Vorlesungen an der Sorbonne. Ab 1909 unterrichtete er in Amsterdam Volkswirtschaft und Französisch. Von 1912 bis 1914 hörte er daneben Vorlesungen bei Gustave Cohen, dann unterrichtete er  Französisch an Schulen in Amsterdam und Alkmaar. 1920 bereiste er als Korrespondent der Tageszeitung De Telegraaf Frankreich (wo er Kontakte zu Georges Duhamel und Henri Barbusse knüpfte), ferner Griechenland und die Türkei. Dann war er Lehrer in Haarlem.
Gleichzeitig an der Sorbonne und an der Universität Amsterdam (bei Jean-Jacques Salverda de Grave) wurde er 1923 promoviert mit der Arbeit Conrad Busken Huet et la littérature française (erschienen u. d. T. Un grand écrivain hollandais, ami de la France: Conrad Busken Huet et la littérature française. Essai de biographie intellectuelle, Haarlem/Paris 1923). In Frankreich traf er in dieser Zeit mit Henry de Montherlant und Paul Valéry zusammen.
Von 1926 bis 1932 war er Französischlehrer in Niederländisch-Indien, anschließend in Haarlem, Amsterdam und Zwolle, ab 1934 gleichzeitig Privatdozent an der Universität Leiden.
Ab 1938 war er außerordentlicher Professor für französische Sprache und Literatur des Mittelalters an der Universität Amsterdam. Am 31. Januar 1942 wurde er festgenommen und für drei Monate in das KZ Amersfoort verbracht. Aus seinem Professorenamt wurde er offiziell am 1. März entfernt und am 7. Mai 1945 wieder eingesetzt. Von 1946 bis zu seinem Tod war er an der gleichen Universität ordentlicher Professor für französische Sprache und Literatur. Die letzten Monate vor seinem Tod verbrachte er krank an der Riviera.
Tielrooy war Ehrendoktor der Universität Straßburg (1951) und Ritter der Ehrenlegion.

## Werke
- Maurice Barrès, Leiden 1918
- De Fransche literatuur sinds 1880, Amsterdam 1924
- Fransche literatuur van onze dagen. Studies en karakteristieken, 2 Bde., Leiden 1928–1936
- Een Groot romanticus. Chateaubriand. Zijn leven en zijn werken, Haarlem 1936
- Panorama de la littérature hollandaise contemporaine, Paris 1938
- Fransche levenslessen. De tegenwoordige literatuur van Frankrijk en haar strekkingen, Den Haag 1941
- Beschouwingen en fantasieën, Den Haag 1947
- Ernest Renan. Een groot humanist. Zijn leven en werken, Amsterdam 1948 (französisch: Ernest Renan. Sa vie et ses œuvres), Paris 1958 (Vorwort von René Lalou)
- Jean Racine. Leven en werk. Een studie, Amsterdam 1951
- Verkenningen in het land der literatuur, Groningen 1954 (postum hrsg.)
- (Nacherzähler) De vijftien huwelijkse vreugden, Amsterdam 1955 (französisches Original: Les Quinze joies de mariage)